# Achalcus
Achalcus är ett släkte av tvåvingar. Achalcus ingår i familjen styltflugor.

## Dottertaxa tillAchalcus, i alfabetisk ordning[1][2]
- Achalcus albipalpus
- Achalcus bicolor
- Achalcus bilineatus
- Achalcus bimaculatus
- Achalcus brevicornis
- Achalcus brevinervis
- Achalcus britannicus
- Achalcus californicus
- Achalcus chaetifemoratus
- Achalcus cinereus
- Achalcus costaricensis
- Achalcus cyanocephalus
- Achalcus dytei
- Achalcus flavicollis
- Achalcus longicercus
- Achalcus longicornis
- Achalcus luteipes
- Achalcus maculipennis
- Achalcus medius
- Achalcus melanotrichus
- Achalcus micromorphoides
- Achalcus minor
- Achalcus minusculus
- Achalcus minutus
- Achalcus niger
- Achalcus nigropunctatus
- Achalcus nigroscutatus
- Achalcus oregonensis
- Achalcus phragmitidis
- Achalcus relictus
- Achalcus scutellaris
- Achalcus separatus
- Achalcus similis
- Achalcus thalhammeri
- Achalcus thoracicus
- Achalcus tibialis
- Achalcus utahensis
- Achalcus vaillanti